# Joseph-Étienne Giraud
Joseph-Étienne Giraud (Briançon, 31 januari 1808 - Parijs, 28 mei 1877) was een Franse arts en entomoloog.
Giraud beoefende geneeskunde in Wenen en Parijs. 
Op het gebied van de entomologie was hij gespecialiseerd in vliesvleugeligen (Hymenoptera) en had tevens interesse in kevers (Coleoptera). Hij werd in het jaar 1870 voorzitter van de Societe entomologique de France.

## Werken
- Note sur un Hyménoptère nouveau du genre Ampulex, trouvé aux environs de Vienne.Verhandlungen der kaiserlich-königlichen Zoologisch-Botanischen Gesellschaft in Wien 8:441-448 (1858).
- Signalements de quelques espèces nouvelles de Cynipides et de leurs Galles. Verhandlungen des Zoologisch-Botanischen Vereins in Wien 9.:337–374 (1859)
- Hyménoptères recueillis aux environs de Suse, en Piémont, et dans le département des Hautes-Alpes, en France; et Description de quinze espèces nouvelles. Verhandlungen der kaiserlichköniglichen Zoologisch-Botanischen Gesellschaft in Wien 13:11-46 (1863).
- Mémoire sur les Insectes qui vivent sur le Roseau common, Phragmites communis Trin.(Arundo phragmites L.) et plus spécialement sur ceux de l’ordre des Hyménoptères.Verhandlungen der kaiserlich-königlichen Zoologisch-Botanischen Gesellschaft in Wien 13:1251-1312, pl. XXII. (1863).
- Mémoire sur les Insecte qui habitent les tiges sèches de la Ronce. Annales de la Société Entomologique de France (Série 4) 6:443-500.
- Observations hyménoptérologiques. Hyménoptère nouveau de la famille des fouisseurs.Annales de la Société Entomologique de France (Série 4) 9:469-473 (1869).
- Liste des éclosions d'insects observées par le Dr Joseph-Étienne Giraud ... recueillie et annotée par M. le Dr Alexandre Laboulbène. Annales de la Société Entomologique de France (Ser. 5), 7, 397-436 (1877).
- Coleopterenfauna von Gastein Verh. zool.-bot. Ver. Wien, 1: 84-98, 132-140 (1852).

- Gemeinsame Normdatei: 1192346688
- Virtual International Authority File: 6168156565700923500008
- WorldCat: E39PBJkp8BRkMxvdyH4XKfCJDq